# Pat Condell
Patrick Condell, más conocido como Pat Condell (Dublín, 23 de noviembre de 1949), es un comediante de stand-up, escritor, y personalidad de Internet irlandés. Condell es abiertamente ateo y es el anfitrión de una serie de vídeo monólogos muy divulgados por Internet, en los que denuncia a la religión y particularmente al islam, con argumentos muy directos y un humor frecuentemente agresivo.

## Primeros años
Pat Condell nació en Irlanda pero pasó su infancia en Londres. Fue criado como católico pero recibió educación en diferentes escuelas de la Iglesia de Inglaterra en Londres.
Su padre era un jugador compulsivo y trabajó en un negocio de apuestas, hasta que murió de leucemia. Su familia empobreció, mudándose repetidamente de un apartamento alquilado a otro. 
Condell es vegetariano. En su sitio web afirma que se volvió vegetariano en 1976, después de presenciar la matanza de un ciervo.

## Vídeos
Condell lleva publicados 102 vídeo monólogos en su canal de YouTube, que en conjunto han sobrepasado las 36 millones de reproducciones y a día de hoy su canal se encuentra entre los 100 canales más subscritos en YouTube. Además está entre los diez más subscritos del Reino Unido y es el más subscrito bajo la categoría de comediantes del Reino Unido en YouTube. Sus primeros quince videos fueron publicados en DVD por Richard Dawkins. Más recientemente publicó un libro de título: Godless and Free, the video transcripts.